# Napoleon Gąsiorowski

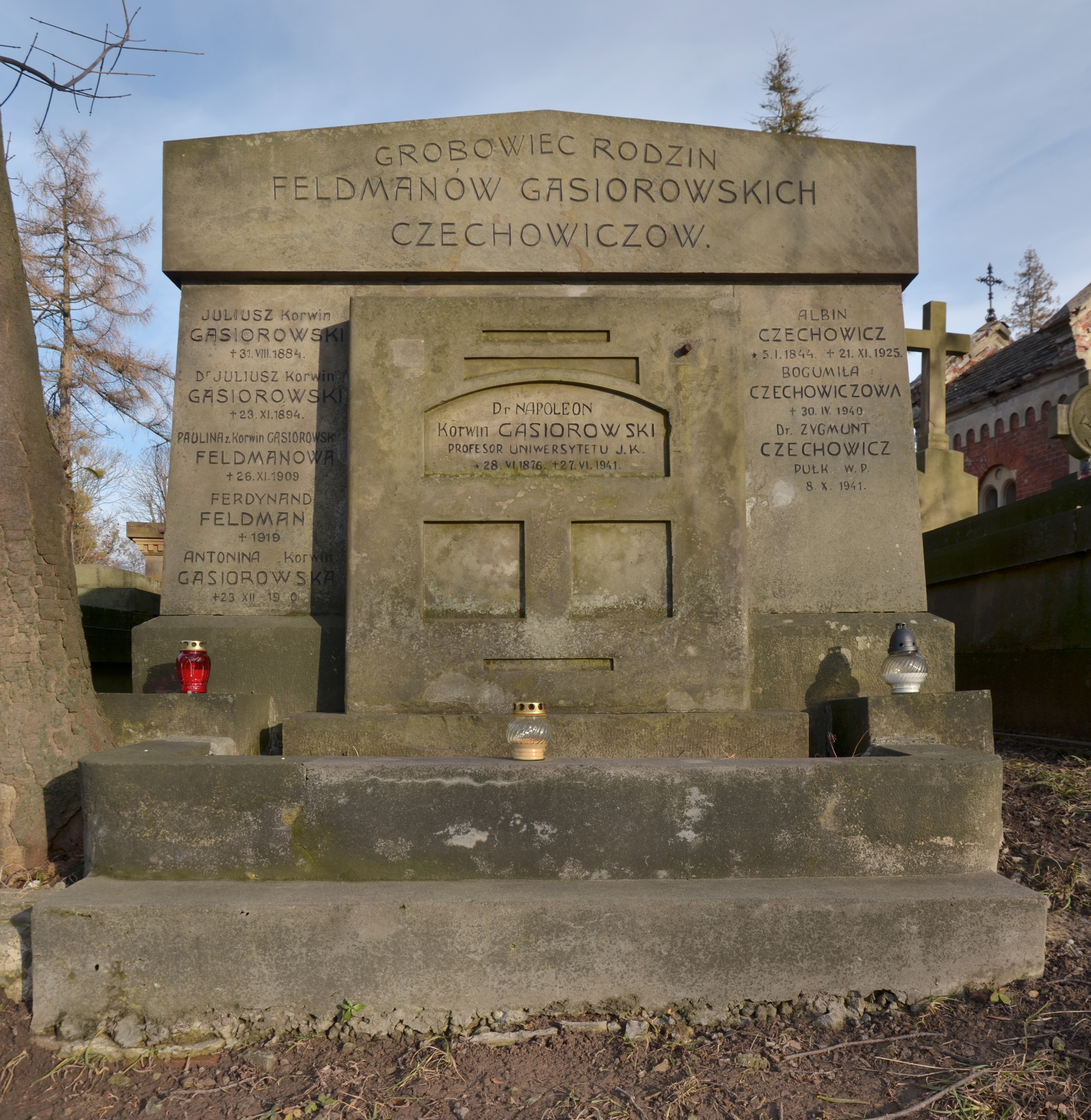
Grobowiec Gąsiorowskich we Lwowie

Napoleon Jan Gąsiorowski herbu Korwin (ur. 28 czerwca 1876 we Lwowie, zm. 27 czerwca 1941 tamże) – polski lekarz bakteriolog, mikrobiolog, profesor Uniwersytetu Lwowskiego.

## Życiorys
W 1894 ukończył gimnazjum we Lwowie, po czym podjął studia na Wydziale Lekarskim Uniwersytetu Lwowskiego (1894–1901). Studiował też w Paryżu i Wiedniu.
Po ich ukończeniu przez rok był asystentem Zakładu Anatomii Patologicznej, przez kolejne dwa lata kierował pracownią histologiczno-bakteriologiczną kliniki położniczo-ginekologicznej. W latach 1904–1918 pracował w Państwowej Stacji Bakteriologiczno-Epidemiologicznej we Lwowie. Podczas I wojny światowej na początku 1915 został mianowany lekarzem asystentem w pospolitym ruszeniu armii austriackiej. W 1919 habilitował się z bakteriologii i serologii. Od 1920 był kierownikiem filii Państwowego Zakładu Higieny we Lwowie. Od 1929 był profesorem tytularnym. W październiku 1936 otrzymał tytuł profesora nadzwyczajnego bakteriologii i epidemiologii Uniwersytetu Jana Kazimierza we Lwowie. Został kierownikiem Katedry Mikrobiologii Lekarskiej lekarskiej UJK, w roku akademickim 1938/1939 był dziekanem Wydziału Lekarskiego UJK. W czasie pierwszej okupacji sowieckiej Lwowa (1939–1941) był profesorem Instytutu Medycznego we Lwowie. Zmarł podczas wykładu. Był autorem 80 prac naukowych.
11 listopada 1937 został odznaczony Krzyżem Komandorskim Orderu Odrodzenia Polski.
Zmarł w przeddzień swoich 65 urodzin. Został pochowany w grobowcu rodzinnym na Cmentarzu Łyczakowskim we Lwowie.